# Metylon
Metylon, bk-MDMA – organiczny związek chemiczny, empatogenna substancja psychoaktywna, pochodna amfetaminy, która zyskała sławę w 2004 roku, gdy pojawiła się w holenderskich smartshopach jako legalny substytut MDMA (gdzie związek ten sprzedawany był jako odświeżacz zapachu). bk-MDMA oddziałuje na gospodarkę serotoninową i dopaminową, zwiększając poziom tych substancji w mózgu, co objawia się pobudzeniem, uczuciem euforii, radości, miłości i szczęścia.

## Farmakodynamika
Na transporter serotoniny działa około trzykrotnie słabiej niż MDMA, co skutkuje praktycznie zniesionym ryzykiem neurotoksyczności serotoninowej (poważnym w przypadku stosowania wyższych rekreacyjnych dawek MDMA).

## Potencjalne interakcje
Hamuje enzym CYP2D6 podobnie jak jego nieketonowy analog.

## Legalność w Polsce
W Polsce zaklasyfikowana jest jako substancja psychotropowa grupy I-P i jej posiadanie, produkcja, przetwarzanie, przewóz i obrót są nielegalne.